# Mario Clash
Mario Clash (マリオクラッシュ?) är ett Virtual Boy-spel, utvecklat av Nintendo under 1995. Det är det andra "3D"-Mariospelet, efter SNES-spelet Super Mario Kart. Mario Clash är till stor del baserat på Mario Bros..

## Gameplay
Spelets mål är att knuffa bort alla fiender från kanterna på en bana. Detta görs genom att slå ned dem med Koopaskal. Det finns alltid två Koopaskal på planen; Om en ramlar ned i ett hål, dyker ett nytt upp och tar dess plats. 
Spelaren kan välja att börja på vilken som helst av spelets första 40 banor.

## Andra framträdanden
En komprimerad remake av Mario Clash användes som ett minispel i Game Boy Advance-spelet WarioWare, Inc.: Minigame Mania, och även dess remake WarioWare, Inc.: Mega Party Game$! till Nintendo GameCube.